# Кремлёвские звёзды
Кремлёвские звёзды — навершия шпилей башен Московского Кремля в форме пятиконечных звёзд, изготовленные из рубинового стекла и установленные в 1930-х годах взамен гербовых орлов Российской империи на пяти башнях Московского Кремля — Боровицкой, Троицкой, Спасской, Никольской и Водовзводной.
С 1935 по 1937 годы звёзды были установлены только на четыре башни (за исключением Водовзводной) и были инкрустированы самоцветами. В 1937 году они были заменены на рубиновые. На последних трижды проводились большие реконструкционные работы: сразу после окончания Великой Отечественной войны, в 1970-х и 2010-х годах. Современные звёзды выполнены по эскизам народного художника СССР Фёдора Федоро́вского.

## Выбор символики
Пятиконечная звезда — один из древнейших символов человечества, её изображение найдено археологами в наскальных рисунках Ближнего Востока, Греции, Японии и доколумбовой Америки. В разных культурах она означала военную доблесть, защиту от опасности, верный путь, 5 ран Иисуса Христа и 5 ежедневных молитв мусульманина. Пифагор считал пентаграмму математическим совершенством, а Леонардо да Винчи — символом витрувианского человека. Римляне считали её знаком бога Марса, а каббалисты — знаком Мессии. Перевёрнутая звезда в Средние века считалась знаком сатаны. Пентаграммы присутствуют в символике США, Евросоюза, Китая и многих других стран.
7 мая 1918 года символ «марсова звезда с плугом и молотом» утвердил своим приказом наркомвоенмор Лев Троцкий. В агитационных листовках большевиков объяснялось: «Красная звезда — это звезда счастья всех бедняков, крестьян и рабочих.» Первоначально представляла собой военный атрибут; согласно приказу Троцкого, гражданским лицам грозил трибунал за её ношение. После Гражданской войны звезду сделали элементом флагов и гербов СССР и союзных республик. Пятиконечная красная звезда стала символом государства и господствующей идеологии, дополняющим сложный в изображении официальный герб. В те же годы появилось её новое символическое значение: 5 лучей — это 5 материков, которые скоро объединятся под знаменем коммунизма.

## История

### Демонтаж двуглавых орлов
Двуглавые орлы являлись государственной символикой России. Их изображение находилось на верхушках шатров четырёх кремлёвских башен с начала XVII века. Примерно раз в столетие с изменением изображения государственного герба меняли позолоченных орлов на башнях. К моменту их демонтажа самым старым являлся орёл Троицкой башни — его водрузили в 1870, а самым молодым — орёл на Спасской, установленный в 1912 году.
До сих пор не существует единого мнения, из какого материала были изготовлены орлы — металл или позолоченное дерево. Так, к примеру, некоторые исторические данные указывают на то, что их туловище было деревянным, а прочие детали — металлическими. В 1930 году по заказу НКВД искусствовед и реставратор Игорь Грабарь провёл экспертную оценку орлов:
... ни один из существующих сейчас на кремлёвских башнях орлов не представляет памятника старины и в качестве такового не может быть защищаем… 
20 июня 1930 года управляющий делами Совнаркома Николай Горбунов написал секретарю президиума ВЦИК Авелю Енукидзе:
В. И. Ленин несколько раз требовал снятия этих орлов и сердился, что эта работа не была произведена — я лично это подтверждаю. Я думаю, что неплохо бы эти орлы снять и заменить их флажками. Для чего нам сохранять эти символы царизма?
31 декабря 1931 года на заседании секретариата ЦИК СССР постановили выделить на снятие орлов и замену их гербами СССР 95 000 рублей. К выполнению операции приступили в августе 1935 года. Проведение работ курировали НКВД и комендант Кремля Пётр Ткалун. Орла Троицкой башни из-за старой конструкции разобрали прямо на вершине и спустили по частям. Существуют слухи о хранении демонтированных орлов в подвалах Кремля, но свидетельства подтверждают, что их отправили на переплавку. Последним документальным напоминанием о них стал фильм «Цирк» 1936 года — орлов можно увидеть в финальной сцене парада физкультурников на Красной площади.

### Звёзды с самоцветами
Вопрос о замене царских орлов красными звёздами возник вскоре после революции. Доподлинно не известно, кому принадлежала эта идея: в разных источниках авторство отдают комиссарам Николаю Полянскому и Константину Еремееву, а также безымянным кронштадтским матросам. Но осуществить замену в первые годы Советской власти было невозможно из-за высокой стоимости работ.
Решение о замене орлов пятиконечными звёздами с серпом и молотом появилось в августе 1935 года и сопровождалось сообщением ТАСС:
Совет Народных Комиссаров СССР, ЦК ВКП(б) решили 7 ноября 1935 года снять 4 орла, находящиеся на Спасской, Никольской, Боровицкой, Троицкой башнях Кремлёвской стены, и 2 орла со здания Исторического музея. К тому же сроку решено установить на указанных 4 башнях Кремля пятиконечную звезду с серпом и молотом.
Первый эскиз звезды сделал художник Евгений Лансере. Иосиф Сталин сделал замечание: «Хорошо, но надо бы без круга в центре». На исправленном варианте эскиза Сталин также отметил: «Хорошо, но надо бы без скрепляющей палки». После этого Евгения Лансере отстранили от работы и перепоручили её театральному художнику Фёдору Федоровскому. Федоровский определил форму и размеры и сделал зарисовки.
Для каждой башни создавалось индивидуальное художественное оформление звёзд. На Спасской лучи расходились от центра к вершинам, на Троицкой лучи были в виде колосьев, на звезде Боровицкой башни был вписанный контур, а звезда Никольской осталась без рисунка. Размеры между концами лучей также были разными: 4,5 м - на Спасской и Никольской, 4 м - на Троицкой и 3,5 - на Боровицкой.
Двум заводам и мастерским Центрального аэрогидродинамического института была поручена проектировка и изготовление звёзд. Макеты в натуральную величину, изготовленные по эскизам, инкрустировали имитацией драгоценных камней, осветили 12 прожекторами — как должно было быть на башнях, и показали комиссии. Работа была одобрена, но оригиналы должны были быть вращающимися, чтобы их можно было наблюдать из любой точки вокруг Кремля.
Оригинальные звёзды решили изготовить из высоколегированной нержавеющей стали и красной меди с золотым покрытием. Сначала изготовили лёгкий каркас, после чего на него наложили обрамляющие позолоченные медные листы. Для покрытия золотом 130 м² листовой меди построили специально новый гальванический цех. Толщина золотого покрытия листов меди составляла от 18 до 20 микрон. В работе участвовали сотни людей разных специальностей. Народный комиссар тяжёлой промышленности Григорий Орджоникидзе помог специалистам, он обратился с письмом к Лазарю Кагановичу:
Прошу Вашего распоряжения: Выдать НКВД СССР для золочения кремлёвских звёзд 67,9 килограмма золота. Золотое покрытие орлов будет снято и сдано Госбанку

Резолюция Кагановича на служебной записке: 
Молотову, Ворошилову, Микояну, Рудзутаку: Придется выдать. Л. Каганович
Звёзды для Спасской и Троицкой башен изготовили в мастерских ЦАГИ, а для Никольской и Боровицкой — на московских передовых заводах под руководством главного конструктора. На Ленинградском заводе № 2 ОКС (обработка камней-самоцветов) украсили бронзово-стальной каркас серпа и молота уральскими самоцветами, для этого использовали горный хрусталь, аметисты, александриты, топазы и аквамарины. Каждый драгоценный камень крепился отдельно в оправе из позолоченного серебра. На каждую звезду пришлось около 1300 самоцветов, а на все эмблемы потребовалось около 7000 камней от 20 до 200 карат. На работу порядка 250 ювелиров ушло полтора месяца.
Каждый камень огранён бриллиантовой гранкой (на 73 грани) и во избежание выпадения заделан в отдельный серебряный каст с серебряным винтом и гайкой. Общий вес всех звёзд — 5600 клгрКарл Паукер, оперативный отдел НКВД, 4 ноября 1935 года
Инкрустированные эмблемы серпа и молота размером в 2 м и весом в 240 кг укрепили в центре каждой звезды с двух сторон. Конструкция была рассчитана выдерживать ураганный ветер. Звёзды установили на шариковые подшипники, что позволяло им вращаться и становиться лобовой стороной против ветра.
Обветшавшие к 1935 году перекрытия сводов башен и шатры не могли выдержать звёзд, вес которых был около тонны, а парусная поверхность - до 6,3 м². Пришлось усилить кирпичную кладку верхних этажей башен и сделать дополнительные металлические стяжки по периметру. Шатёр же Никольской башни оказался в самом плачевном состоянии, и его полностью разобрали и возвели заново. Для подъёма звёзд на высоту соответственно 52 м и 77 м привлекли специалистов конторы «Стальпроммеханизация», они спроектировали и построили специальные высотные краны, которые установили прямо на верхних ярусах башен через окна у основания шатров.
…Мне было поручено снять к 7 ноября орлы с кремлёвских башен и с Исторического музея, заменив их звёздами. Доношу, что это задание Политбюро выполнено…Из докладной начальника Оперативного отдела ОГПУ Карла Паукера Иосифу Сталину и Вячеславу Молотову от 4 ноября 1935 года
Новые символы государственной власти представили на всеобщее обозрение 23 октября 1935 года: звёзды доставили в ЦПКиО имени Горького и установили на постаментах, обитых кумачом. Рядом со сверкающими от света прожекторов золотыми звёздами поставили снятых орлов с содранной позолотой. Монтаж на башни начался на следующий день и продолжался по 27 октября. Первой установили звезду на Спасской башне, затем — на Троицкой, Никольской и Боровицкой. Над каждой звездой монтажники работали около полутора часов, звезду на Троицкой башне пришлось монтировать 2 часа из-за плохих погодных условий.

### Рубиновые звёзды

#### Проектирование и изготовление
Недостатки первых звёзд обнаружились быстро: драгоценные камни от климата потускнели, а сами звёзды, по общему мнению, получились несоразмерно большими — своими видом и размером они нарушали архитектурный ансамбль Кремля. В мае 1937 года было решено установить новые, рубиновые звёзды на пяти башнях, в том числе на Водовзводной вместо флюгера.
Над созданием новых звёзд работали специалисты 20 предприятий чёрной и цветной металлургии, машиностроительной, электротехнической и стекольной промышленности, научно-исследовательские и проектные институты. Руководство работами по изготовлению звёзд было поручено Центральному научно-исследовательскому институту машиностроения и металлообработки (ЦНИИТМАШ), в настоящее время — Государственный научный центр РФ АО «НПО «ЦНИИТМАШ», входит в дивизион «Росатома». Народный художник Фёдор Фёдорович Федоровский заново определил форму и рисунок звёзд, он предложил рубиновый цвет стекла. По его предложению изменили размеры, чтобы звёзды с земли казались одинаковыми, поэтому на Водовзводной башне установлена самая маленькая звезда, расстояние между концами лучей которой 3 м, у Боровицкой и Троицкой расстояние 3,2 и 3,5 м соответственно, у самых крупных звёзд на Спасской и Никольской башнях — по 3,75 м.
Каркас изготовили на подмосковном заводе «Электросталь». По новому проекту основой звезды должен был стать объёмный каркас из высококачественной нержавеющей стали, лучи сами по себе представляли многогранную пирамиду (у Никольской звезды она была 12-гранная, у остальных — 8-гранная), а основания пирамид были сварены между собой в центре звезды. Этот каркас был рассчитан на давление ураганного ветра, он опирался в основании на трубу, в которой располагались подшипники для вращения звезды. Несмотря на свой значительный вес (около 1 т), звёзды сравнительно легко вращаются, всегда устанавливаясь лобовой стороной против воздушного потока, – это необходимо для уменьшения нагрузки на шпиль. Внешний контур и узоры звёзд также изготовили из позолоченной гальваническим методом меди. Толщина золотого покрытия составила 40 микрон, всего на медные детали было израсходовано 11 кг золота, из экономии покрывали только наружную сторону.
Создание рубинового стекла стало серьёзной задачей для стекольной промышленности. Оно должно было соответствовать определённым параметрам, например, иметь разную плотность и пропускать только красные лучи определённой длины волны. Это стекло должно было быть устойчиво к внешним факторам — погоде, резким переменам температур, не должно было обесцвечиваться и разрушаться под воздействием солнечной радиации. Рабочее задание поручили Константиновскому стекольному заводу «Автостекло». А рецепт рубинового стекла составил специалист-стекольщик Никанор Курочкин, он же руководил варкой и обработкой материала. За высокие достижения в области стекольного производства Никанор Курочкин был удостоен Сталинской премии.
Курочкин придумал создать звёзды с двойным остеклением. Внутренняя поверхность была изготовлена из молочного стекла толщиной 2 мм, воздушный зазор между рубиновым и молочным составляет 1—2 мм. Это было нужно, чтобы сделать более рассеянными источники света внутри звезды, также без молочного рубиновое стекло днём выглядело чёрным.
Яркой и равномерной освещённости поверхности звезды удалось добиться коллективу специалистов светотехнической лаборатории Всесоюзного электротехнического института под руководством профессора Сергея Майзеля и кандидатов технических наук Н. В. Горбачёва и Е. С. Ратнера
. Специально для звёзд на Московском электроламповом заводе главный инженер Р. А. Нелендер разработал уникальные лампы накаливания, мощность которых составляла 3,7 кВт для звёзд на Водовзводной и Никольской башнях и 5 кВт — для звёзд Спасской, Троицкой и Боровицкой башен. Колбы ламп изготовили из теплостойкого молибденового стекла, поскольку внутри было установлено две параллельно подключённые спирали, температура нитей накала которых достигала 2800°. Чтобы добиться равномерного света, каждая нить была заключена в рефрактор — объёмную пустотелую пятнадцатигранную фигуру; при сгорании одной спирали на пульт управления поступал сигнал. Специалисты «Стальпроммеханизации» создали уникальные устройства, которые позволяли заменять перегоревшие лампы за 20—30 минут. В звёзды были также встроена вентиляционная система, которая охлаждала лампы и очищала воздух от пыли. Эта система состояла из основного и запасного вентиляторов: второй включался вместо остановившегося первого, когда останавливались оба — звезда гасла. Система пропускала около 600 м³/ч воздуха.

#### Установка и обслуживание
Монтаж первой звезды закончили в конце сентября 1937 года, остальные звёзды установили в октябре. Распространено заблуждение, что старую звезду со Спасской башни перенесли на шпиль Северного речного вокзала, однако на самом деле его украшает другая звезда, изготовленная специально для этого здания. Новые звёзды над башнями Кремля зажглись 2 ноября 1937 года.
Управление освещением звёзд велось дистанционно — оно было сосредоточено на пультах управления в каждой башне, центральный пульт расположился в Троицкой башне. Дежурство на пультах велось круглосуточно, пока не убедились в надёжности работы вентиляционной системы, после этого оно осталось только на центральном пульте.
Рубиновые звёзды выключали во время Великой Отечественной войны. Тогда же были замаскированы и перекрашены кремлёвские стены, некоторые здания, золотые купола церквей. Звёзды даже накрыли защитными чехлами, но по распоряжению Иосифа Сталина их открывали и включали на время военного парада 1941 года. Несмотря на защиту, стекло на звёздах было повреждено во время бомбардировок Москвы. После расчехления звёзд 10 мая 1945 года их отмывали три дня и приводили в порядок механизмы.
Капитальный ремонт было решено провести в конце августа того же года. Требовалось реконструировать стекло, пробитое осколками, помимо этого оно значительно потускнело и покрылось пятнами, несмотря на то, что звёзды мыли два раза в год. Освещение внутри также стало тусклее, края лучей оставались тёмными. Температура ламп повреждала стекло изнутри, оно трескалось и частично рушилось. Несмотря на вентиляционные фильтры, внутри звёзд оседала пыль, копоть и влага, которые невозможно было вымыть — конструкция не предусматривала смотровых люков.
Изготовлением новых звёзд по согласованию с комендатурой Кремля занялись в Куйбышеве. Главным инженером назначили профессора Александра Ланда. Пять альбомов чертежей хранятся в городе до сих пор. Реконструкцию звёзд проводили с 7 сентября 1945 года по 7 февраля 1946 года. Во всех лучах появились смотровые люки. Конструктивные элементы звёзд выполнялись из высококачественной нержавеющей стали на подмосковном заводе «Электросталь». В этот раз обрамляющие медные детали внешней поверхности позолотили с двух сторон, а толщина покрытия увеличилась до 50 микрон.
Золота для огранки было истрачено 30 кг, на сумму 650 тысяч рублей — большая сумма для тех ценИрина Давыдова, директор самарского филиала Российского государственного архива научной и технической документации
Звезда Спасской башни сделана в ЦАГИ, а Никольской башни — на Заводе имени Молотова. Новые звёзды похожи на контуры ордена Красной звезды. Слоёные стеклянные листы изготовили на заводе «Красный май» в Вышнем Волочке под руководством главного инженера завода Коченова Сергея Осиповича. Первый подобный заказ был получен заводом ещё в 1944 году, а рецепт многослойного стекла разрабатывался мастерами полтора года. Сперва они соединяли белое и красное стёкла, но они трескались. После этого стёкла пытались соединить с прозрачным. Финальный вариант получился четырёхслойным: красное, белое и два прозрачных стекла. Работа была длительной и ювелирной — мастера учитывали коэффициент расширения каждого слоя, а масса стекла выверялась до миллиграмма.
Послевоенной реставрацией стекла занимался Николай Шпигов — он изобрёл трёхслойную технологию, в котором, помимо рубинового и молочного, был ещё хрустальный слой; его задача была - не дать разрушиться рубиновому, если молочный растрескался, и наоборот. Согласно его рецепту, стеклодув создавал большую рубиновую колбу, ещё горячей она обволакивалась расплавленным хрусталём, а затем — молочным стеклом. Полученная форма разрезалась и выправлялась в стеклянные листы выпуклой формы, что делало звёзды более нарядными. На остекление каждой звезды пошло около 100 м³ стекла.
Обновлённые звёзды загорелись в начале 1946 года. Через три десятилетия, с мая по ноябрь 1974 года, был проведён комплексный план реставрации и реконструкции Красной площади и историко-архитектурных памятников Кремля, куда вошёл и первый капитальный ремонт звёзд. Помимо замены стекла, изготовленного по новому рецепту, работники проверили механизмы и лампы. Основные работы по реставрации были закончены в 1977 году.
В верхних частях башенных шатров существуют специальные люки для обслуживания звёзд. Верхолазы добираются туда по винтовой лестнице внутри башни. Выйдя из люка на открытую площадку, они поднимаются по металлической лестнице у кровли. Находясь у шпиля, работники крепят консоли, с помощью которых на тросах поднимают люльку с инструментами и материалами. Ремонт ведётся из этой же люльки, обычно поднимается пара специалистов — они открывают смотровые люки, очищают звезду от пыли, по необходимости проводят сварочные работы, меняют дефектные стёкла. Звёзды визуально осматривают дважды в сутки снизу, профилактические подъёмы проводятся каждый месяц, а раз в пять лет звёзды моют.
Освещение звёзд включено круглосуточно, причём для сохранения рубинового цвета днём лампы горят интенсивнее, чем ночью. У них автономное питание, звёзды не погаснут даже при отключении электричества. В энергосберегающих лампах нового поколения не появляется нагар на стенках, что позволяет поддерживать постоянную яркость звезды.
Не считая военного времени и послевоенного ремонта, звёзды отключали один раз: в середине 1990-х во время съёмок фильма «Сибирский цирюльник» по личной просьбе режиссёра Никиты Михалкова к президенту Б. Н. Ельцину.
В 2002 году группа компаний «Альтима» осуществила реставрационные работы на кремлёвских звёздах. В рамках проекта проводилась ручная очистка стеклянных панелей от загрязнений, герметизация швов, проверка состояния металлоконструкций и системы внутреннего освещения, а также замена отдельных повреждённых элементов. Все работы выполнялись с использованием промышленного альпинистского снаряжения, без применения подъёмной техники. Подъём оборудования и материалов осуществлялся через встроенные технические системы башен. Реставрация проводилась под надзором представителей Федеральной службы охраны Российской Федерации.
В 2015 году началась замена ламп накаливания в звёздах Кремля на металлогалогеновые лампы. При этом на Спасской башне несколько металлогалогеновых ламп мощностью по 100 Вт заменили лампу накаливания мощностью 5 кВт. После замены москвичи обратили внимание, что звезда стала светить ярче. В ответ на это заместитель директора Федеральной службы охраны историк Сергей Девятов пояснил, что яркость новых ламп специально подобрана для точного соответствия яркости прежней лампы накаливания, а повышение яркости звезды объясняется тем, что она впервые с 1946 года была вымыта изнутри.
- Кремлёвские звёзды в символике, филателии и фалеристике
- Изображение кремлёвской звезды в руке рабочего на плакате «Москва — столица СССР» 1940 года
- Знак советских ВВС во время Великой Отечественной войны[46]
- Звезда на Ордене Славы первой степени 1943 года
- Кремлёвская звезда на советской марке 1967 года
- Марка с государственными флагами СССР и Афганистана, 1969 год
- Изображение рубиновой звезды на значке XXIV съезда КПСС 1971 года
- Звезда на марке города - кандидата XXX Олимпийских игр, 2005 год

## Современность
Дискуссии о замене звёзд обратно на двуглавых орлов ведутся с начала 1990-х. В 2010 году после нахождения древних икон на Спасской и Никольской башнях появилось обращение к президенту Дмитрию Медведеву о возвращении на Спасскую башню двуглавого орла. В 2015 году во время реконструкции Спасской башни пошли слухи в возможной замене звезды на орла. Фракция КПРФ обращалась к руководству Госдумы с просьбой прояснить ситуацию, и получила ответ от коменданта Кремля Сергея Хлебникова:
Звезда останется на своём месте. Мы рассматриваем вопрос о замене лампы на менее затратную в плане энергосбережения… Когда с башни снимут леса, вы увидите не двуглавого орла, а звезду: отмытую, начищенную, сияющую.
На протяжении всего времени обсуждения коммунисты выступают последовательно против замены звёзд. Сергей Обухов считает, что предложение авторов обращения к президенту о замене звёзд на двуглавого орла «антиисторично, антигосударственно и антиправославно», по его мнению, звёзды на кремлёвских башнях — это «не только подтверждение заявления Российской Федерации о своей правопреемственности с Советским Союзом, но эти звёзды также воспринимаются всеми как символ нашей Победы в Великой Отечественной войне, а также как символ современной российской государственности».
В музейном сообществе тоже относятся скептически к идее замены звёзд на орлов:
Эта тема возникает спорадически. Но возвратим ли утраченную Русь, вернув орлов на башни? Тем более что они были бы новоделом... Звёзды уже тоже памятники — они символизируют сложившийся образ Кремля.Андрей Баталов, заместитель генерального директора Музеев Московского Кремля
Несмотря на то, что ответственными организациями вопрос замены звёзд на двуглавых орлов не рассматривается, имелись и сторонники подобной идеи:
Над Кремлём всегда были и будут символы государственной власти страны. Символом государственной власти в России является двуглавый орёл. Поэтому радостное возвращение орла на святую Спасскую башню произойдёт обязательно. Это исторически неизбежно. Если мы живём в демократической России, то президент такой России не должен работать под коммунистическими звёздами и по соседству с идолами Ленина и Сталина.Историк Владимир Лавров, главный научный сотрудник Института российской истории РАН
Давайте уберём над Кремлём звёзды — там орлы висели, при чём здесь звёзды?
Пятиконечная звезда — знак масонов.Владимир Жириновский, лидер фракции ЛДПР

## Красные звёзды за рубежом
Многие социалистические страны водружали красные звёзды над своими общественными учреждениями как символ государственной политики и идеологии. С 1954 по 1990 года над Центральным домом БКП в болгарской столице Софии возвышалась красная звезда — точная копия советских. В настоящее время эта звезда расположена в Музее социалистического искусства. Другая красная звезда была установлена на здании парламента в Будапеште, её демонтировали в 1990 году.